# Barnsley FC
Barnsley Football Club (pronunțat:ˈbɑrnzli) este un club de fotbal din Barnsley, Anglia, care evoluează în Football League One. Clubul a fost înființat în anul 1887 cu numele Barnsley St. Peter's. Clubul este denumit și The Tykes (Bădăranii). Mascota clubului este Toby Tyke.

## Antrenori
| - Arthur Fairclough (1898-01) - John McCartney (1901–04) - Arthur Fairclough (1904–12) - John Hastie (1912–14) - Percy Lewis (1914–19) - Peter Saint (1919–26) - John Cummins (1926–29) - Arthur Fairclough (1929–30) - Brough Fletcher (1930–37) - Angus Seed (1937–53) - Tim Ward (1953–60) - Johnny Steele (1960–71) | - John McSeveney (1971–72) - Johnny Steele (1972–73) - Jim Iley (1973–78) - Allan Clarke (1978–80) - Norman Hunter (1980–84) - Bobby Collins (1984–85) - Allan Clarke (1985–89) - Mel Machin (1989–93) - Viv Anderson (1993–94) - Danny Wilson (1994–98) - John Hendrie (1998–1999) - Eric Winstanley (interimar) (1999) | - Dave Bassett (1999–2000) - Eric Winstanley (interimar) (2000–2001) - Nigel Spackman (2001) - Glyn Hodges (interimar) (2001) - Steve Parkin (2001–2002) - Glyn Hodges (2002–2003) - Gudjon Thordarson (2003–2004) - Paul Hart (2004–2005) - Andy Ritchie (2005–2006) - Simon Davey (2006–2009) - Mark Robins (2009-2011) - Keith Hill (2011-2012) - David Flitcroft (2012–2013) - Micky Mellon (interimar) (2013) - Danny Wilson (2013–2015) - Mark Burton (interimar) (2015) - Paul Heckingbottom (interimar) (2016) - Paul Heckingbottom (2016–2018) - Paul Harsley (interimar) (2018) - João Morais (2018) | - Daniel Stendel (2018–2019) - Adam Murray (interimar) (2019) - Gerhard Struber (2019–2020) - Adam Murray (interimar) (2020) - Valérien Ismaël (2020–2021) - Markus Schopp (2021) - Joseph Laumann (interimar) (2021) - Poya Asbaghi (2021–2022) - Martin Devaney (interimar) (2022) - Michael Duff (2022–2023) - Neill Collins (2023–2024) - Martin Devaney (interimar) (2024) - Darrell Clarke (2024–2025) - Conor Hourihane (interimar) (2025) |